# Polycyrtus spinatorius
Polycyrtus spinatorius är en stekelart som först beskrevs av Fabricius 1804.  Polycyrtus spinatorius ingår i släktet Polycyrtus och familjen brokparasitsteklar. Inga underarter finns listade i Catalogue of Life.